# Transferencia de calor

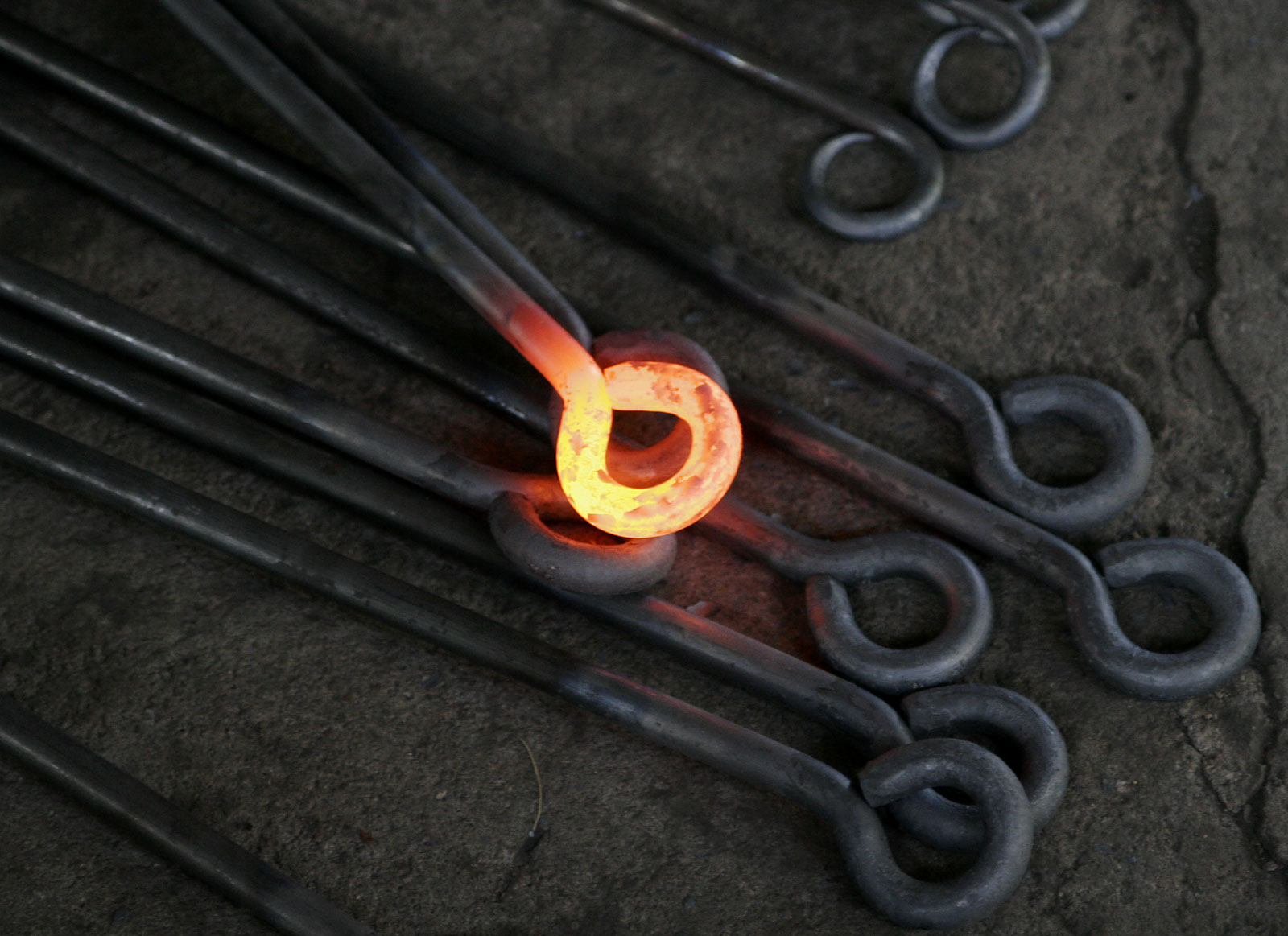
Una barra al rojo vivo transfiere calor al ambiente principalmente por radiación térmica y en menor medida por convección.

La transferencia de calor es el proceso físico de propagación del calor en distintos medios. La subdisciplina de la física que estudia estos procesos se llama a su vez termodinámica.

## Descripción

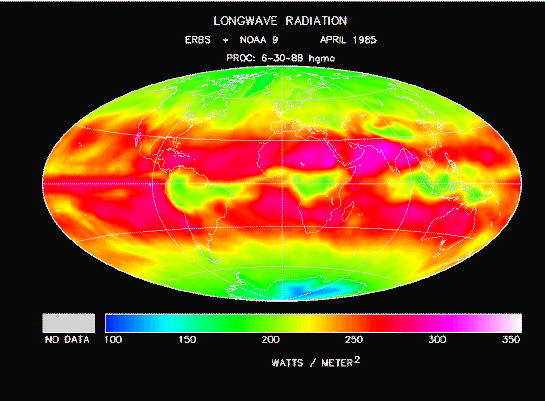
Radiación de onda larga de la Tierra, de las nubes, la atmósfera y la superficie.

La transferencia de calor es la energía intercambiada entre dos o más cuerpos (sólido/líquido/gas) como resultado de una diferencia de temperatura. La energía libre termodinámica es la cantidad de trabajo que puede realizar un sistema termodinámico. La entalpía es un potencial termodinámico, designado con la letra "H", que es la suma de la energía interna del sistema (U) más el producto de la presión (P) y volumen (V). Joule es una unidad para cuantificar energía, trabajo o la cantidad de calor.
La transferencia de calor es una función de proceso, no una función de estado. Por lo tanto, la cantidad de energía transferida en forma de calor en un proceso termodinámico que cambia el estado de un sistema depende de cómo ocurre ese proceso, no solo de la diferencia neta entre el estados inicial y final del proceso.
La transferencia de calor termodinámica y mecánica se calcula con el coeficiente de película, la proporcionalidad entre el flujo de calor y la fuerza motriz termodinámica para la flujo de calor. El flujo de calor es una representación vectorial cuantitativa del flujo de calor a través de una superficie.
En contextos de ingeniería, el término «calor» se toma como sinónimo de energía térmica. Este uso tiene su origen en la interpretación histórica del calor como un fluido (ver teoría calórica) que puede ser transferido de diversas maneras, Tambiés es una interpretación común en el día a día.
Las ecuaciones de transporte para la energía térmica (Ley de Fourier), momento mecánico (Ley de Newton para fluidos) y transferencia de masa (leyes de difusión de Fick) son similares. Se han desarrollado analogías entre estos tres procesos de transporte para facilitar la predicción de la conversión de cualquiera a los demás.
La física térmica se refiere a la generación, uso, conversión, almacenamiento e intercambio de transferencia de calor. Como tal, la transferencia de calor está involucrada en casi todos los sectores de la economía. La transferencia de calor se clasifica en varios mecanismos, como conducción térmica, convección térmica, radiación térmica, y transferencia de energía por cambios de fase.

## Termodinámica
La termodinámica es la ciencia que estudia la transferencia de calor. Siempre que existe un gradiente térmico en un sistema o se ponen en contacto dos sistemas a diferentes temperaturas, se transfiere energía entre ellos o las temperaturas se mantienen constantes punto a punto en el sistema. El cumplimiento del primer principio de la termodinámica y descartada la presencia de trabajo con el exterior, la variación de energía interna solo puede ser debida a calor, que es la energía en movimiento o en tránsito. El trabajo se manifiesta por el movimiento de un eje que invierte una máquina sobre el sistema o el sistema lo invierte sobre la máquina.
Pero los parámetros solo representarán magnitudes si se dispone de un dispositivo de medición corresponden las condiciones de flujo a uno estacionario o transitorio. La termodinámica por lo tanto se ocupa de los estados de equilibrio y en función de sus diferencias de temperaturas determina la cantidad de energía transferida de un estado al otro, pero sin considerar el mecanismo de flujo de calor. Los fenómenos de transporte se encargan de estudiar los sistemas físicos en los que ocurren transferencias o transportes de propiedades considerando los mecanismos de flujo de calor y la velocidad de transferencia de calor. El alcance del análisis termodinámico es calcular los flujos de calor pero no la velocidad de transferencia de calor ni tampoco considerar los mecanismos para transmitir el calor por ello es que los fenómenos de transporte poseen un campo de estudio más amplio dado por la especialización en la ciencia.

## Modos de transferencia
En general, se reconocen tres modos distintos de transferencia de calor: conducción, convección y radiación, aunque, en rigor, solo la conducción y radiación debieran considerarse formas de transmisión de calor, porque solo ellas dependen exclusivamente de un desequilibrio térmico para producirse. Para que se produzca convección, tiene que haber un transporte mecánico de masa además de una diferencia de temperatura, sin embargo, teniendo en cuenta que la convección también transfiere energía de zonas con mayor temperatura a zonas con menor temperatura, normalmente se admite el modo transferencia de calor por convección,
- Conducción: transferencia de energía entre dos cuerpos en contacto sin intercambio de materia. La transferencia ocurre en todos los estados de la materia y el medio puede ser sólido, líquido o gaseoso, aunque en líquidos y gases solo se da la conducción pura si se excluye la posibilidad de convección. La cantidad de calor que se transfiere por conducción viene dada por la ley de Fourier. Esa ley establece que la densidad de flujo de calor sobre el área es igual al cociente entre la diferencia de temperatura con la diferencia de posición en una dirección multiplicada por la conductividad. El área es normal a la dirección de flujo. La ecuación se multiplica por un signo menos para que la densidad de flujo de calor sea positiva cuando la temperatura disminuye.  La densidad de flujo de calor tiene unidades de W/m2-K en el sistema internacional de unidades. Para gases monoatómicos de baja densidad como el neón a bajas presiones se utiliza la ecuación de Chapman-Enskog. Se describe como el cociente entre el producto de una constante y la raíz cuadrada que contiene el cociente entre la temperatura absoluta y la masa molar sobre el diámetro de partícula al cuadrado por la integral de colisión que se determina por el parámetro de Lennard-Jones que es un cociente de unidades de cal/W-m2-K. Para los líquidos se utiliza las gráficas de conductividad en función de las relaciones relativas de presiones y de las relaciones relativas de temperaturas. A bajas densidades para gas poliatómico se utiliza la ecuación de Eucken que predice que la conductividad es el producto de la viscosidad con la suma entre el cp medio y cuatro quintos del cociente entre la constante universal de los gases y el peso molecular. Esta ley afirma que la velocidad de conducción de calor a través de un cuerpo por unidad de sección transversal, es proporcional al gradiente de temperatura que existe en el cuerpo.
- Los sólidos metálicos o no metálicos poseen un movimiento de electrones libres que son los responsables de la transferencia de calor a través de vibración y traslación. Debido a la menor intensidad de corriente eléctrica en los no metálicos entonces los movimientos de las partículas son más vibracionales. La corriente eléctrica existe por el movimiento de los electrones libres. La conductividad térmica tiene mayor importancia en los sólidos metálicos como el cobre o el aluminio. Es muy bajo para los no metales como la landa de amianto y corcho. En los gases a bajos diámetros son mayores las conductividades porque es mayor el movimiento de las moléculas precisamente las colisiones por lo que se transfiere más la energía térmica. Aumenta con la presión y disminuye cuando baja la presión (cerca del vacío).
- Convección: la transmisión de calor por convección se compone de dos mecanismos simultáneos. El primero se refiere a la transferencia de calor por conducción, debido al movimiento molecular, a la que se superpone la transferencia de energía por el movimiento de fracciones del fluido que se mueven accionadas por una fuerza externa. Esta fuerza puede ser un gradiente de densidad (convección natural) o una diferencia de presión producida mecánicamente (convección forzada) o una combinación de ambas. La cantidad de calor transferido por convección se rige por la ley de enfriamiento de Newton.
- Radiación: se puede atribuir a cambios en las configuraciones electrónicas de los átomos o moléculas constitutivas. En ausencia de un medio, existe una transferencia neta de calor por radiación entre dos superficies a diferentes temperaturas, debido a que todas las superficies con temperatura finita emiten energía en forma de ondas electromagnéticas.[6] El calor emitido por una superficie en la unidad de tiempo viene dado por la ley de Stefan-Boltzmann.

## Aislamiento y barreras de radiación
Como se ha visto, no se puede impedir la transferencia de calor pero se puede actuar sobre la velocidad en que se produce. Todos los materiales son, en mayor o menor grado, conductores del calor. Su disposición para este fin se parametriza a través del coeficiente de conductividad. Los materiales cuyo coeficiente de conductividad es muy bajo se denominan aislantes. Los metales son buenos conductores de calor. En contraposición, la baja conductividad es inherente a los gases.
Los aislantes térmicos son materiales específicamente diseñados para reducir el flujo de calor limitando la conducción, convección o ambos. En la mayoría de los casos esto se logra atrapando un gas en el interior de pequeñas oquedades practicadas en un sólido. Sin embargo, como los gases son fluidos, el calor también se transfiere por convección en el interior de los huecos y por radiación entre sus paredes, con lo que la conductividad conseguida ya no es una propiedad del material, sino que es el resultado de la combinación de mecanismos de flujo y se la podría denominar conductividad efectiva. No solo cambia con la temperatura, sino que lo hace también con la presión y con las condiciones ambientales como la humedad.
La conductividad de una sustancia depende de su estado y de la temperatura. Se expresa en el sistema internacional de unidades en {\displaystyle {\frac {W}{m.K}}}
Según la ecuación de Fourier:
{\displaystyle Q=-{\frac {S.\lambda }{d}}(t_{2}-t_{1})\qquad \rightarrow \qquad Q={\frac {1}{R}}(t_{2}-t_{1})\qquad \rightarrow \qquad R={\frac {d}{S.\lambda }}}
{\displaystyle R={\frac {d}{\lambda }}} se llama resistencia térmica por unidad de superficie y es un coeficiente característico de los materiales aislantes, inverso de la conductancia.
La fibra de vidrio rígida, un material aislante usado comúnmente, tiene un valor R de 4 por pulgada, mientras que el cemento, un buen conductor, tiene un valor de 0,08 por pulgada.
Las barreras de radiación son materiales que reflejan la radiación, reduciendo así el flujo de calor de fuentes de radiación térmica. Los buenos aislantes no son necesariamente buenas barreras de radiación, y viceversa. Los metales, por ejemplo, son excelentes reflectores pero muy malos aislantes.
La efectividad de una barrera de radiación está indicada por su reflectividad, la cual es una fracción de la radiación reflejada. Un material con una alta reflectividad (en una longitud de onda) tiene una baja absortividad y, por consiguiente, una baja emisividad. Un reflector ideal tiene un coeficiente de reflectividad igual a 1, lo que significa que refleja el 100% de la radiación entrante. Por otro lado, en el caso de un cuerpo negro, el cual tiene una excelente absortividad y emitividad de la radiación térmica, su coeficiente de reflectividad es casi 0. Las barreras de radiación tiene una gran aplicación en ingeniería aeroespacial. Por ejemplo, la gran mayoría de los satélites usan varias capas aislantes aluminizadas que reflejan la luz solar, lo que permite reducir la transferencia de calor y controlar la temperatura del satélite.

### Transferencia de calor en el cuerpo humano
Los principios de la transferencia de calor en los sistemas de ingeniería pueden aplicarse al cuerpo humano para determinar cómo transfiere calor el cuerpo. El calor se produce en el cuerpo por el metabolismo continuo de los nutrientes que proporciona energía a los sistemas del cuerpo. El cuerpo humano debe mantener una temperatura interna constante para conservar la salud de las funciones corporales. Por lo tanto, el exceso de calor debe disiparse del cuerpo para evitar el sobrecalentamiento. Cuando una persona realiza niveles elevados de actividad física, el cuerpo necesita combustible adicional, lo que aumenta la tasa metabólica y la tasa de producción de calor. El cuerpo debe utilizar métodos adicionales para eliminar el calor adicional producido con el fin de mantener la temperatura interna a un nivel saludable.
La transferencia de calor por convección se produce por el movimiento de fluidos sobre la superficie del cuerpo. Este fluido convectivo puede ser un líquido o un gas. Para la transferencia de calor desde la superficie exterior del cuerpo, el mecanismo de convección depende de la superficie del cuerpo, la velocidad del aire y el gradiente de temperatura entre la superficie de la piel y el aire ambiente. La temperatura normal del cuerpo es de aproximadamente 37 °C. La transferencia de calor se produce más fácilmente cuando la temperatura del entorno es significativamente inferior a la temperatura normal del cuerpo. Este concepto explica por qué una persona siente frío cuando no se cubre lo suficiente al exponerse a un ambiente frío. La ropa puede considerarse un aislante que ofrece resistencia térmica al flujo de calor sobre la parte del cuerpo cubierta. Esta resistencia térmica hace que la temperatura en la superficie de la ropa sea menor que la temperatura en la superficie de la piel. Este menor gradiente de temperatura entre la temperatura de la superficie y la temperatura ambiente provocará una menor tasa de transferencia de calor que si la piel no estuviera cubierta.
Para que una parte del cuerpo no esté mucho más caliente que otra, el calor debe distribuirse uniformemente por los tejidos corporales. La sangre que fluye por los vasos sanguíneos actúa como fluido convectivo y ayuda a evitar cualquier acumulación de calor excesivo en el interior de los tejidos del cuerpo. Este flujo de sangre a través de los vasos puede modelarse como el flujo de una tubería en un sistema de ingeniería. El calor transportado por la sangre viene determinado por la temperatura del tejido circundante, el diámetro del vaso sanguíneo, la espesor del fluido, la velocidad del flujo y el coeficiente de transferencia de calor de la sangre. La velocidad, el diámetro del vaso sanguíneo y el espesor del fluido pueden relacionarse con el Número de Reynolds, un número adimensional utilizado en mecánica de fluidos para caracterizar el flujo de los fluidos.
La pérdida de calor latente, también conocida como pérdida de calor por evaporación, representa una gran parte de la pérdida de calor del cuerpo. Cuando aumenta la temperatura central del cuerpo, éste activa las glándulas sudoríparas de la piel para llevar humedad adicional a la superficie de la piel. El líquido se transforma entonces en vapor que elimina el calor de la superficie del cuerpo. La tasa de pérdida de calor por evaporación está directamente relacionada con la presión de vapor en la superficie de la piel y la cantidad de humedad presente en la piel. Por lo tanto, el máximo de transferencia de calor se producirá cuando la piel esté completamente húmeda. El cuerpo pierde agua continuamente por evaporación, pero la cantidad más significativa de pérdida de calor se produce durante los periodos de mayor actividad física.

### Revistas relacionadas
En inglés:
- Heat Transfer Engineering
- Experimental Heat Transfer
- International Journal of Heat and Mass Transfer
- ASME Journal of Heat Transfer
- Numerical Heat Transfer Part A
- Numerical Heat Transfer Part B
- Nanoscale and Microscale Thermophysical Engineering